# Polikarpov DI-1
O Polikarpov DI-1 (também conhecido como 2I-N1, em russo:  Поликарпов ДИ-1 (2И-Н1)) foi um protótipo soviético de caça projetado na década de 1920. O único protótipo se acidentou em seu nono voo devido a falhas no processo de fabricação, sendo então cancelado.

## Projeto e desenvolvimento
Nikolai Nikolaevich Polikarpov iniciou o projeto de um caça com dois assentos, designado inicialmente como 2I-N1 (dois assentos Istrebitel' (caça) de dois assentos com um único motor Napier) em outubro de 1924 na fábrica (Zavod) Nº 1 no aeródromo de Khodynka, em Moscou. Foi o primeiro caça de dois assentos soviético produzido no próprio país. Era um biplano de baia única com as asas na configuração sesquiplano. A fuselagem em forma oval, semi-monocoque era produzida de madeira compensada de vidoeiro moldada e perfurada. As asas também eram cobertas com este material. A asa superior possuía duas longarinas, enquanto a inferior apenas uma. Cabos internos de reforço não eram usados nas asas, pois estas eram construídas de nervuras de madeira compensada com grandes buracos e longerons. Estruturas em forma de V produzidas de duralumínio separavam as asas e conectavam a asa superior à fuselagem. Cabos de aço eram utilizados externamente. Um aerofólio abrigava o eixo do trem de pouso fixo e um pequeno esqui servia de bequilha. Vinha equipado com um motor importado Napier Lion, com 12 cilindros em W, produzindo 336 kW (450 hp), alojado em uma capota de metal. Carregava 547 kg de combustível e óleo. O armamento consistia de uma única metralhadora fixa sincronizada PV-1 de 7.62 mm e uma Degtyaryov de mesmo calibre montado na cabine de pilotagem do observador.
O primeiro voo do protótipo ocorreu no dia 12 de janeiro de 1926 e o DI-1, como foi então conhecido, demonstrou um excelente desempenho. O próprio Polikarpov voou como observador no quarto e oitavo voos de teste. Entretanto, durante o nono voo em 31 de março de 1926, a aeronave estava fazendo marcações de velocidade sobre o quilômetro marcado no aeródromo de Khodynka a uma altura de 100 m, quando a superfície superior do lado direito da asa superior saíram, seguidos pela parte inferior. O lado direito de ambas as asas quebraram e então o DI-1 caiu, matando o piloto, V. N. Filippov, e o observador, V. V. Mikhailov.
A verificação dos destroços revelou que amplas porções da cobertura da asa estavam mal coladas e várias nervuras e longerons nem estavam colados. Muitos pinos de painel não estavam conectados as estruturas e muitos dos buracos necessários para equalizar a pressão da parte interna e externa da asa estavam faltando. A queda de uma aeronave tão avançada chocou toda a indústria, causando um hiato de seis meses no trabalho de projetos. Polikarpov exagerou à perda e construiu a estrutura de um número de suas aeronaves subsequentes de maneira mais forte, e por consequência, mais pesada, do que precisava ser. Todo o trabalho no projeto foi abandonado após a queda, nominalmente por falta de um motor adequado.